# ColdWorld
ColdWorld – niemiecki, jednoosobowy projekt muzyczny wykonujący muzykę z gatunku ambient black metal. Założony został w 2005 roku w Erfurcie przez multiinstrumentalistę Georga Börnera, który przez cały okres aktywności projektu pozostał jego jedynym członkiem.

## Życiorys
20 stycznia 2006 roku, w nakładzie 50 sztuk ukazało się pierwsze wydawnictwo projektu, minialbum zatytułowany TheStarsAreDeadNow. Wydany on został za pośrednictwem małej wytwórni Ancient Dreams i zawierał pięć utworów. Dwa lata później ukazało się demo zatytułowane Melancholie, jednakże nie zostało ono wydane na nośniku fizycznym, co stało się dopiero z reedycją o nazwie Melancholie². Album wydany został 24 marca 2008 roku za pośrednictwem wytwórni Cold Dimensions. Ponieważ oba te wydawnictwa są praktycznie identyczne, pierwszego nie wymienia się w oficjalnej dyskografii. 
Krótko po wydaniu debiutanckiego albumu, TheStarsAreDeadNow doczekało się kolejnej reedycji. Tym razem miało to miejsce 12 maja 2008 roku poprzez Deviant Records oraz Wolfsgrim Records w nakładzie 287 kopii, z czego pierwszych sto na białym winylu. Wydawnictwo zawierało plakat w formacie A2. W kwietniu 2011 roku miała miejsce trzecia reedycja tegoż EP, tym razem za pośrednictwem Wolfsgrimm Records.

## Dyskografia
- TheStarsAreDeadNow (EP, 2006, Ancient Dreams)
- Melancholie² (2008, Cold Dimensions)
- Autumn (2016, Cold Dimensions)